# Медведи — у част пролећу!
Медведи — у част пролећу! је традиционална међународна изложба која се у Београду одржава сваког пролећа од 2011. године. Изложбу организује уметничко удружење грађана Медведи. Идеја је да се почетак пролећа обележи са јасном поруком о неприкосновеној борби против пасивности и летаргије локалне културне сцене. Изложба је организована у више галерија у Београду међу којима су Установа културе Пароброд, Културни центар Град, галерија Штаб и другим.

## О изложби
Сваке године на јавном конкурсу позивају се  домаћи и страни сликари, графичари, вајари, илустратори, фотографи, аниматори, редитељи, концептуални уметници, индустријски дизајнери, костимографи, сценографи, графички дизајнери, архитекте, цртачи стрипова, дизајнери играчака, као и све они који се баве било којим видом креативног стваралаштва. Једини услов је да тема рада буде медвед.  Осим стварања заједнице и међусобног повезивања младих аутора, ова изложба и публици нуди занимљив садржај – како се аутори разних сензибилитета и стилова могу објединити око једне теме.
На изложби су до сада, осим српских уметника учествовали и уметници из Мађарске, Финске, Словеније, Португала, Јужне Кореје, Црне Горе, Чешке, Француске, Турске, Босне и Херцеговине и других земаља. Током првих дванаест година на изложби је учествовало више од 1000 излагача.
Изложба је продајног карактера, а о откупу дела потенцијални купци договарају се са ауторима.

### Пратећи програм
Сваке године током трајања изложбе организују се и различити пратећи програми, какви су изложба плишаних медведа. различите креативне радионице за децу и одрасле и Мевеђи пролећни базар.

## Инспирација
Постоји народно веровање да почетак пролећа зависи од медведа. Верује се да, ако се приликом првог изласка из зимског сна медвед уплаши своје сенке и врати у пећину, зима ће потрајати још неко време. Ако се не врати, то је јасан знак да је зими крај и да су лепи дани на помолу.

## Манифест пројекта
1. Свака прилика се мора уграбити и послужити као инспирација за рад и излагање
2. Миситфиковани јаз између публике и аутора не постоји, и није потребно никакво предзнање како би се уметност као таква конзумирала
3. Уметност може свако приуштити
4. Изложба је сваке године продајног карактера, а публика се позива да без устручавања контактира аутора и договори цену за жељени рад без провизије за организатора. Овим истим приступом, сваке године Медведи окупљају нове ауторе и њихове радове, уједињене око теме Медведа, стварајући тиме колектив уметника који својим учешћем сами постају део овог покрета.[1]

## Удружење грађана Медведи
Удружење грађана Медведи је непрофитна организација која од 2011. године позива уметнике, уметничке групе да учествују на овој изложби. Основали су га Мања Лекић, Марко Улић и Милица Мрвић. Окупили су се са жељом да својим примером покрену и пробуде младе ауторе који немају приступ већ изграђеној уметничкој сцени и пруже им  могућност и простор да свој рад прикажу. Прве године да учествује на изложби позвана је група од тридесетак младих аутора, како домаће тако и иностране сцене, без обзира на њихова интересовања, инспирацију, и стил.
- Медведи — у част пролећу!, 21. март - 5. април 2023.
- Неки од радова на озложби
- Публика испред УК Пароброд, где се изложба одржавала
- Рекламни плакат на зиду галерије